# Anatanais lineatus
Anatanais lineatus är en kräftdjursart som först beskrevs av Nordenstam 1930.  Anatanais lineatus ingår i släktet Anatanais och familjen Tanaidae. Inga underarter finns listade i Catalogue of Life.